# 內嵌式門

內嵌式門示意圖

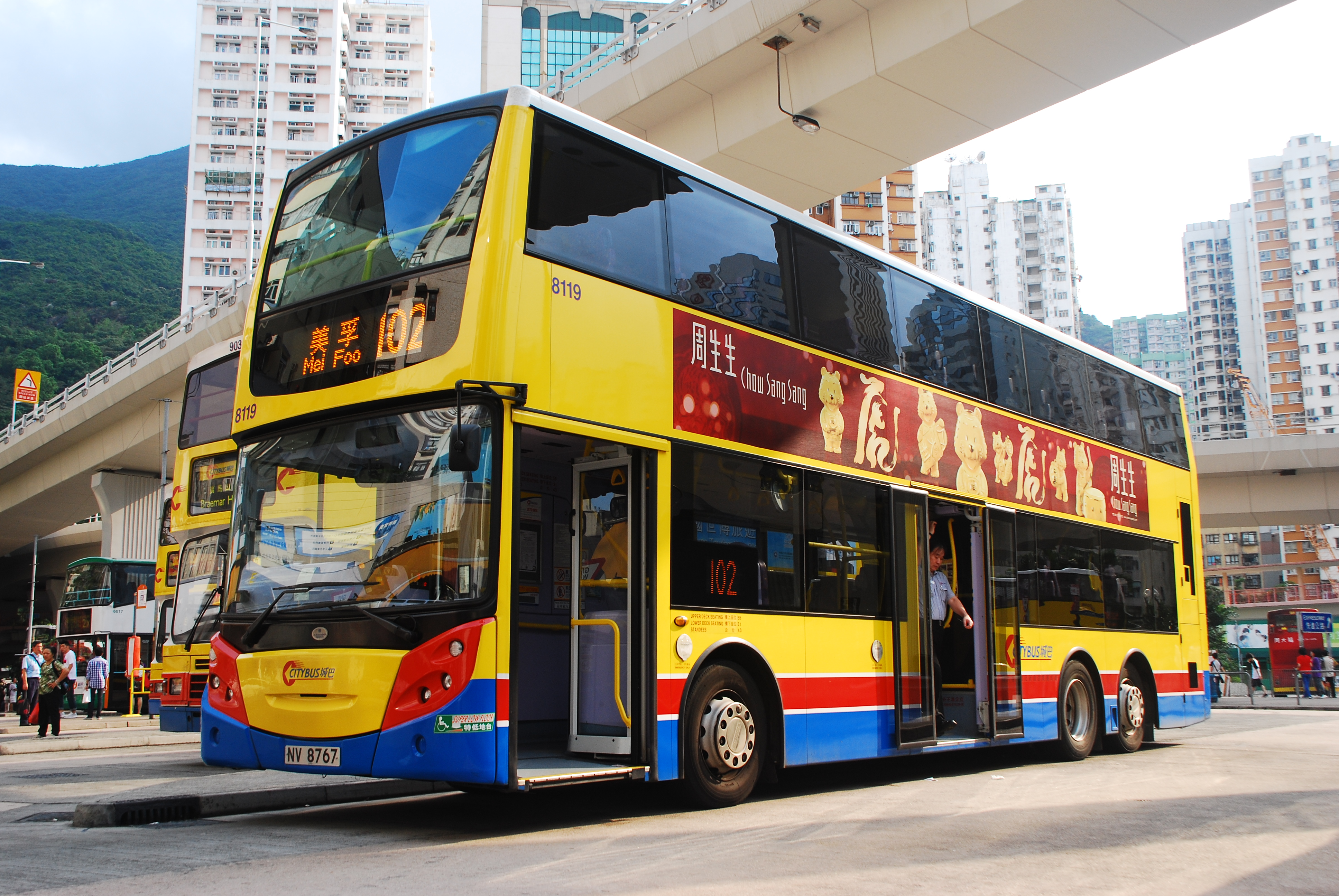
下車門採用內嵌式車門設計的Enviro 500巴士

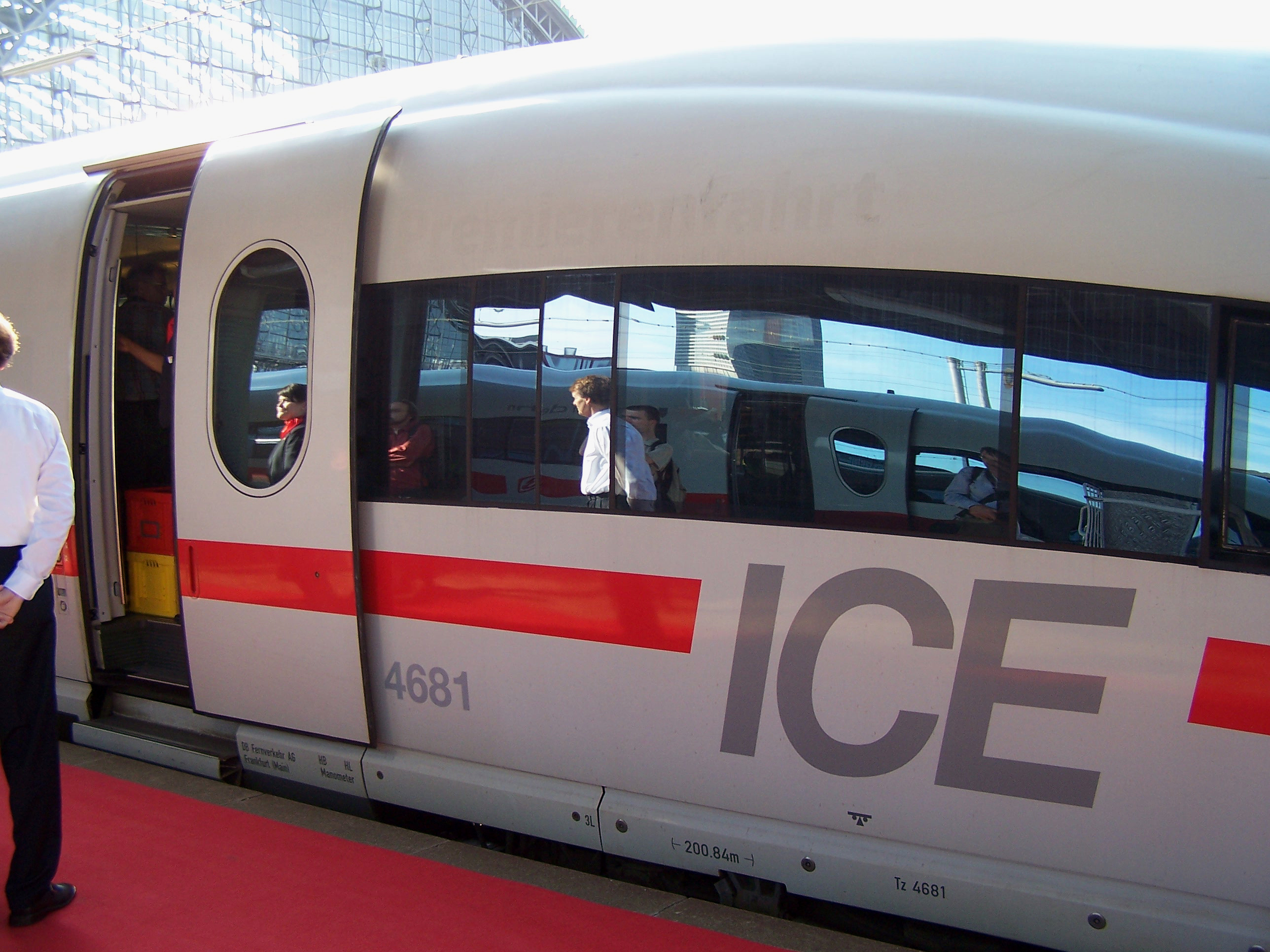
採用內嵌式車門的ICE-3列車

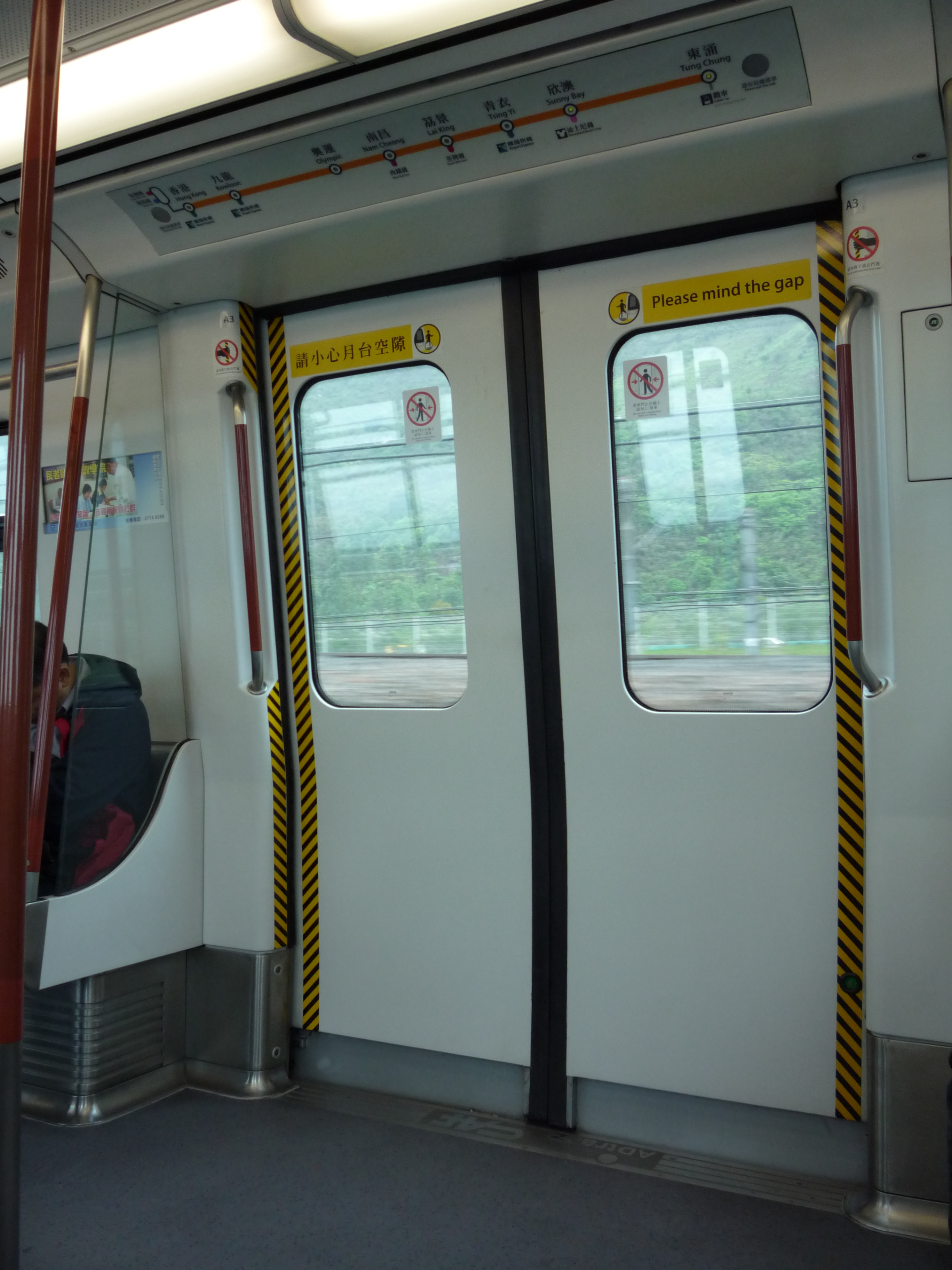
港鐵西班牙製列車採用內嵌式車門

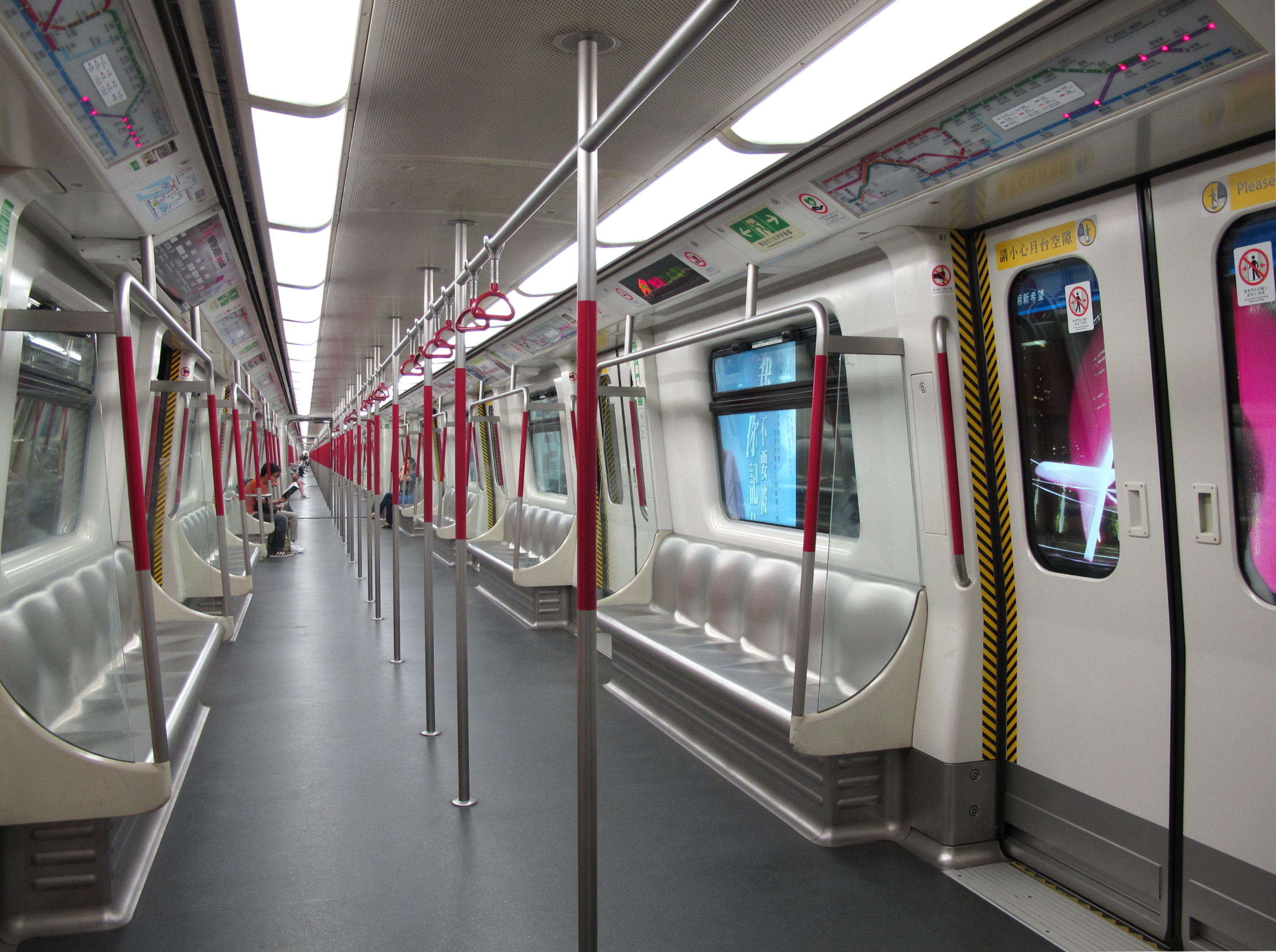
港鐵韓製列車採用內嵌式車門

內嵌式門（嵌入式門）（plug type door）是指一種利用門內及門外氣壓差異以緊閉的門，門邊採用楔形設計令接合更為緊密。內嵌式門一詞也有用於描述楔形設計的平拉門（塞拉門）。

## 用途

### 飛機
現代的民航飛機，乘客及機組人員出入的艙門皆是採用內嵌式艙門。利用飛行時的艙內較高的氣壓，將機門從艙內緊閉在門框上。因此，在高空飛行時，艙門不會被意外打開。

### 巴士
採用內嵌式車門設計的巴士，可減低在夏天時，車廂內冷氣的流失。

### 火車及捷運
為減低風阻及加強隔音效果，高速列車一般均採用內嵌式車門（但日本新幹線大規模採用內藏門）。
在香港，港鐵的英製列車、中國製列車及港鐵市區綫願景列車是採用平趟式（滑動式）車門，而日韓合夥建造的韓製列車和西班牙製列車則採用內嵌式車門。
在臺灣鐵路局採用者稱「滑塞式」車門，包括推拉式自強號客車、DR3100系列柴油自強號、DR1000型柴油客車、TEMU1000系列太魯閣號，以及DR2900/3000系列改造車、EMU300型改造車。
桃園機場捷運1000型普通車和2000型直達車皆採用內嵌式車門

## 資料來源
1. ↑  . MTR之今昔網站. 2007  [2011-12-25]. （原始内容存档于2020-02-17）.